# Kadolec
Kadolec är en ort i Tjeckien.   Den ligger i regionen Vysočina, i den centrala delen av landet, 150 km sydost om huvudstaden Prag. Kadolec ligger 592 meter över havet och antalet invånare är 167.
Terrängen runt Kadolec är huvudsakligen platt. Kadolec ligger uppe på en höjd.Runt Kadolec är det ganska glesbefolkat, med 43 invånare per kvadratkilometer. Närmaste större samhälle är Velké Meziříčí, 9,6 km väster om Kadolec. Trakten runt Kadolec består till största delen av jordbruksmark.